# Église Saint-Marcellin de Châteauroux-les-Alpes
L'église Saint-Marcellin est une église située dans le hameau de Saint-Marcellin à Châteauroux-les-Alpes dans les Hautes-Alpes, en France.
Elle est inscrite et classée au titre des monuments historiques depuis 1981.